# Milionia illustris
Milionia illustris là một loài bướm đêm trong họ Geometridae.